# Ananas
Ananas é um género de plantas da família das bromeliáceas, nativas de Mesoamérica, o Caribe e América do Sul tropical.

## Espécies
- Ananas ananassoides (Baker) L.B. Smith
- Ananas bracteatus (Lindley) Schultes & Schultes f.
- Ananas comosus (Linnaeus) Merrill
- Ananas erectifolius L.B.Sm.
- Ananas lucidus (Aiton) Schult. & Schult.f
- Ananas macrodontes E.Morren
- Ananas parguazensis Camargo & L.B. Smith